# Campagne (Hérault)
Campagne é uma comuna francesa na região administrativa de Occitânia, no departamento de Hérault. Estende-se por uma área de 4,84 km². Em 2010 a comuna tinha 318 habitantes (densidade: 65,7 hab./km²).